# Distretto di Urarinas
Il distretto di Urarinas è uno dei cinque distretti della provincia di Loreto, in Perù. Si trova nella regione di Loreto e si estende su una superficie di 15.778,4 chilometri quadrati.
Istituito il 2 luglio 1943, ha per capitale la città di Concordia.